# فروغن
فروغن (بالنرويجية: Frogn)‏ هي بلدية في مقاطعة آكرشوس بالنرويج وتعد جزءا من منطقة فولو التاريخية. المقر الإداري للبلدية هو قرية دروباك. تأسست فورغن سنة 1838 وتضم ضم قرية دروباك إلى فروغن سنة 1962.
تقع فروغن في الجزء الجنوبي من شبه الجزيرة بين خليج أوسلو فيورد وبونا فيوردن. يحدها كل من نيسون، أوس وفيستبي.

## التسمية
سميت البلدية نسبة إلى مزرعة فورغن لأن أول كنيسة بنيت هناك. الأغلب أن الاسم قديم جدا ولهذا فإن معناه غير معروف. تقول إحدى النظريات أن الاسم مشتق من الكلمة النوردية «فرود» وتعني «الضيعة» أو «الأرض الخصبة».
قبل 1889 كان الاسم يهجأ "Fron". بين 1837 و 1865 كانت البلدية تسمى بـ: دروباك لاندديسكريت.

## شعار النبالة
شعار النبالة اعتمد في 20 مايو/أيار 1988، ويرمز لقلعة أوسكاربورغ ملونة بلون فضي مع خلفية زرقاء. بنيت القلعة في أواخر القرن 19 ولعبت دورا هاما في الدفاع عن النرويج خلال الحرب العالمية الثانية.

## المجموعات العرقية
عدد الأقليات (الجيل الأول والثاني) حسب بلد الأصل (2015):
| الموطن الأصلي   | عدد السكان |
| --------------- | ---------- |
| بولندا          | 197        |
| السويد          | 192        |
| الدنمارك        | 125        |
| الهند           | 94         |
| ألمانيا         | 93         |
| ليتوانيا        | 83         |
| الصومال         | 72         |
| المملكة المتحدة | 62         |

## اتفاقيات التوأمة
فروغن لديها اتفاقيات توأمة مع المدن الآتية:
- آمال، مقاطعة فسترا يوتالاند.
- لويما، فنلندا الغربية.
- توري، مقاطعة يارفا.

## أعلام
- اينار روز
- داغ أندرسون
- ينس كارل بيتر براندت
- ألف أندرسن

## روابط خارجية
- معلومات حول البلدية في موقع الإحصاءات النرويجي.
- صفحة دروباك على Wikivoyage.